# Louis de Broglie
Louis Victor Pierre Raymond de Broglie [də ˈbʀœj] wymowaⓘ (ur. 15 sierpnia 1892 w Dieppe, zm. 19 marca 1987 w Louveciennes) – francuski fizyk, laureat Nagrody Nobla w 1929 za odkrycie falowej natury cząstek.
Planował zostać historykiem i ukończył studia w tym kierunku, ale zapewne pod wpływem swojego brata Maurice’a, który był fizykiem, zaczął interesować się fizyką i matematyką. Po wybuchu I wojny światowej w 1914 zgłosił się do armii francuskiej oferując swoją pomoc przy opracowaniu i budowie sieci komunikacji radiowej.
W odróżnieniu od swojego brata, który był głównie fizykiem eksperymentalnym, Louis interesował się raczej fizyką teoretyczną. W 1924 napisał doktorat na temat Recherches sur la théorie des quanta (Badania nad teorią kwantową), w którym zaprezentował hipotezę dotyczącą falowych właściwości cząstek (fale de Broglie’a), opierając się na pracach Einsteina i Plancka o dualizmie korpuskularno-falowym. Pracował od 1928 jako profesor fizyki w Paryżu. W 1929 otrzymał Nagrodę Nobla za swoje badania, praktyczne zastosowanie teorii de Broglie’a pozwoliło między innymi na zbudowanie mikroskopu elektronowego. Od 1932 pracował na Sorbonie. Od 1942 był stałym sekretarzem Akademii Francuskiej.
Późniejsze jego prace dotyczą: teorii elektronów, budowy jądra atomu, zastosowań mechaniki falowej do fizyki jądrowej, fizyki relatywistycznej oraz rozprzestrzeniania się fal elektromagnetycznych.
Napisał: Introduction + l’étude de la mécanique ondulatoire (1930), Recueil d’exposés sur les ondes et corpuscules (1930), wreszcie, ze swym bratem Maurice’em Introduction + la physique des rayons X et gamma (1928).
W 1935 Uniwersytet Warszawski przyznał mu tytuł doctora honoris causa.

## Życiorys
Louis de Broglie urodził się w arystokratycznej rodzinie w Dieppe (Francja), w Seine-Martine, jako młodszy syn Viktora. W 1960 został siódmym, po swoim starszym bracie Maurice, też fizyku, księciem –spadkobiercą rodziny de Broglie, którym był do bezdzietnej śmierci. Nigdy się nie ożenił. Zmarł w Louveciennes, przekazując tytuł dalekiemu kuzynowi, Victor-François de Broglie.
De Broglie planował robić karierę humanistyczną, i swój pierwszy stopień otrzymał z historii. Potem jednakże zwrócił się ku matematyce oraz fizyce, zdobywając stopień z tej drugiej. Wraz z wybuchem I wojny światowej w 1914, zaoferował armii swoje usługi w rozwijaniu komunikacji radiowej.
W 1924 jego praca pt. Recherches sur la théorie des quanta (Badania nad teorią kwantową) wprowadziły jego teorię fal elektronu. Obejmowała ona hipotezę dwoistości cząstkowo-falowej materii, wydedukowaną na podstawie prac dotyczących światła, autorstwa Maxa Plancka i Alberta Einsteina. Recenzenci, niepewni oceny materiału, przedstawili ją Einsteinowi. Ten poparł koncepcję z całego serca, a de Broglie uzyskał swój doktorat. Badania doświadczalne potwierdziły hipotezę de Broglie’a, że każda poruszająca się cząstka lub obiekt, posiada przypisaną sobie falę. Tym samym de Broglie ustanowił nowe pole fizyki, mécanique ondulatoire, czyli mechanikę falową, jednoczącą fizykę energii (fala) oraz materii (cząstka). Dostał za to w 1929 Nagrodę Nobla z fizyki.
W swojej późniejszej karierze, de Broglie pracował nad rozwojem przyczynowej interpretacji mechaniki falowej, w opozycji do modeli całkowicie probabilistycznych, jakie zdominowały teorię mechaniki kwantowej. Teoria de Broglie została dopracowana przez Davida Bohma w latach 50., i stała się odtąd znana jako teoria de Broglie-Bohma.
Oprócz pracy ściśle naukowej, de Broglie rozmyślał i pisał o filozofii nauki, włącznie z wartością współczesnych odkryć naukowych.
W 1933 de Broglie został członkiem Francuskiej Akademii Nauk, a od 1942 został jej wieczystym sekretarzem. Proponowano mu również przystąpienie do Le Conseil de l’Union Catholique des Scientifiques Francais, lecz odmówił, gdyż był areligijny.
12 października 1944 został wybrany do Akademii Francuskiej, zastępując matematyka Émile Picarda. Z powodu śmierci oraz uwięzienia członków akademii podczas okupacji, jak również innych skutków wojny, nie udało się uzyskać kworum dwudziestu członków. Jednak z powodu wyjątkowych okoliczności, zaakceptowano jego jednomyślną elekcję przy obecności 17 członków. Otrzymał stanowisko od swojego własnego brata, Maurice’a, który został wybrany w 1934, co było unikalnym zdarzeniem w historii Akademii. UNESCO nagrodziła go w 1952 pierwszą w historii Nagrodą Kalinga za jego pracę popularyzującą wiedzę naukową, a 23 kwietnia 1953 został Obcokrajowym Członkiem Royal Society.
W 1961 de Broglie otrzymał tytuł Rycerza Wielkiego Krzyża Legii Honorowej. W 1945 otrzymał też posadę doradcy we Francuskiej Wysokiej Komisji Energii Atomowej, za jego wkład w przybliżenie przemysłu i nauki. Ustanowił centrum mechaniki stosowanej w Instytucie Henri Poincarego, gdzie przeprowadzano badania nad optyką, cybernetyką i energią atomową. Zainspirował powstanie Międzynarodowej Akademii Nauki Kwantowo-Molekularnej oraz był jej wczesnym członkiem.

## Ważne teorie

### Materia i dualność korpuskularno-falowa
„Fundamentalny pomysł [mojej tezy z 1924] był następujący: Fakt, że po wprowadzeniu przez Einsteina fotonów dla fal świetlnych, wiadomo, że światło zawiera cząstki, będące koncentracjami energii, wchodzącymi w skład fali, co sugeruje, że wszystkie cząstki, jak elektrony, muszą być transportowane w fali, w której skład wchodzą... Moja główna idea polegała na rozszerzeniu współistnienia fal z cząstkami, odkrytego przez Einsteina w 1905 w przypadku fotonów światła, na wszystkie cząstki”. „Z każdą cząstką materialną o masie m i prędkością v musi być ‘skojarzona’ fizyczna fala”, powiązana z jego pędem równaniem:
{\displaystyle \lambda ={\frac {h}{p}}={\frac {h}{mv}}{\sqrt {1-{\frac {v^{2}}{c^{2}}}}},}
gdzie:
{\displaystyle \lambda } – długość fali,
{\displaystyle h} – stała Plancka,
{\displaystyle p} – pęd,
{\displaystyle m} – masa spoczynkowa,
{\displaystyle v} – prędkość,
{\displaystyle c} – prędkość światła w próżni.
Teoria ustanawia podstawy mechaniki falowej. Została poparta przez Einsteina, potwierdzona doświadczeniami z dyfrakcją elektronów, oraz uogólniona pracą Erwina Schrödingera.
Uogólnienie Schrödingera było statystyczne i nie zyskało uznania de Broglie, który powiedział, że „cząstka musi być w wewnętrznym, okresowym ruchu, więc musi poruszać się w fali, aby pozostawać w fazie, a to zostało zignorowane przez fizyków, którzy błędnie rozważają propagację fali bez zlokalizowanej cząstki, co jest sprzeczne z moimi pierwotnymi ideami”.
Z filozoficznego punktu widzenia, teoria fal materii przyczyniła się w dużym stopniu do zrujnowania wcześniejszego atomizmu. Pierwotnie, de Broglie rozważał rzeczywiste fale (czyli posiadające bezpośrednią interpretację fizyczną). Jednak falowy aspekt materii został sformalizowany przez funkcję falową, definiowaną równaniem Schrödingera, będącym czysto matematycznym bytem o interpretacji probabilistycznej, bez wsparcia dla rzeczywistych, fizycznych elementów. Tym niemniej, de Broglie powrócił do swojej fizycznej interpretacji fal materii, którą zajmował się do końca życia. Prace nad nią przejął po nim David Bohm. Teoria de Broglie-Bohma jest obecnie jedyną interpretacją, przyznającą falom materii status rzeczywistych bytów fizycznych, będąc przy tym zgodna z przewidywaniami teorii kwantowej.

### Przypuszczenie o wewnętrznym zegarze elektronu
W swojej pracy z 1924, de Broglie przypuszczał, że elektron posiada wewnętrzny zegar, który stanowi część mechanizmu prowadzenia cząstki przez falę pilotującą. Następnie David Hestenes zaproponował połączenie tego z Zitterbewegung, co sugerował Erwin Schrödinger.
Próby weryfikacji hipotezy wewnętrznego zegara oraz pomiaru jego częstotliwości nie przyniosły na razie rozstrzygnięcia. Dane eksperymentalne pozostają przynajmniej w zgodzie z przypuszczeniem de Broglie.

### Niepustość oraz zmienność masy
Według de Broglie, neutrino oraz foton posiadają masę spoczynkową, aczkolwiek bardzo niewielką. Wniosek, że foton nie jest całkiem bezmasowy, wynika ze spójności teorii. Nawiasem mówiąc, odrzucenie hipotezy bezmasowych fotonów pozwoliło mu zwątpić również w hipotezę o rozszerzaniu się Wszechświata.
Co więcej, de Broglie wierzył, że prawdziwa masa cząstek nie jest stała, a każda cząstka może być reprezentowana przez maszynę termodynamiczną, odpowiadającą cyklicznej całce z działania.

### Uogólnienie zasady najmniejszego działania
W drugiej części swojej pracy z 1924, de Broglie użył odpowiednika mechanicznej zasady najmniejszego działania z optyczną zasadą Fermata: „zasada Fermata, zastosowana do fal fazy jest identyczna z zasadą Maupertuisa, zastosowaną do ciała w ruchu. Możliwe trajektorie ciała są identyczne z możliwymi promieniami fali.” Identyczność ta została podkreślona wiek wcześniej przez Hamiltona, i opublikowana przez niego około 1830, gdy nikt jeszcze nie miał dowodów na to, że podstawowe zasady fizyki będą miały zastosowanie w opisie zjawisk atomowych.
Aż do końca swojej pracy, de Broglie okazał się fizykiem, który najbardziej poszukiwał wymiaru działania, o którym Max Planck, na początku XX wieku, pokazał, że jest jedyną uniwersalną jednostką (o wymiarze entropii).

### Dwoistość praw natury
Będąc daleko od twierdzenia, że „sprzeczności znikają”, o czym Max Born sądził, że jest do osiągnięcia w podejściu statystycznym, de Broglie rozszerzył dualizm cząstkowo-falowy na wszystkie cząstki (oraz na kryształy, w których ujawniała się dyfrakcja), oraz rozszerzył zasadę dualności na prawa natury.
Jego ostatnia praca dawała pojedynczy układ praw, z dwóch dużych systemów, termodynamiki i mechaniki:

Gdy Boltzmann i jego kontynuatorzy rozwinęli swoją statystyczną interpretację termodynamiki, można było rozważać termodynamikę jako skomplikowaną gałąź dynamiki. Ale w moich aktualnych ideach, to dynamika jest uproszczoną wersją termodynamiki. Sądzę, że ze wszystkich idei, jakie wprowadziłem w teorii kwantowej w poprzednich latach, ta idea, jak dotąd, jest najważniejsza i najgłębsza.

Idea ta zdaje się pasować do dulalizmu ciągłości-nieciągłości, gdyż jej dynamika może być limitem jej termodynamiki, gdzie postulowane jest przejście do ciągłych limitów. Jest to bliskie pomysłom Leibniza, który głosił potrzebę istnienia zasad architektonicznych, w celu skompletowania układu praw mechanicznych.
Aczkolwiek według de Broglie, jest tu mniej dualności, w sensie opozycji, niż syntezy (że jedno jest limitem drugiego), a ilość tej syntezy jest stała, jak w jego pierwszym wzorze, którego pierwszy wzór dotyczy mechaniki, a drugi optyki:
{\displaystyle mc^{2}=h\nu .}

### Neutrinowa teoria światła
Teoria ta, datowana od 1934, wprowadza ideę, że foton jest odpowiednikiem fuzji dwóch neutrin Diraca.
Teoria pokazuje, że ruch centrum grawitacyjnego tych dwóch cząstek poddany jest równaniom Maxwella, co pokazuje, że zarówno foton, jak i neutrino, mają niezerową masę spoczynkową, choć bardzo niewielką.

### Ukryta termodynamika
Finalną ideą de Broglie była ukryta termodynamika izolowanych cząstek. Jest to próba połączenia trzech najdalszych zasad fizyki: Fermata, Maupertuisa i Carnota.
W pracy tej, działanie jest czymś przeciwnym do entropii, a łączy je równanie w formie:
{\displaystyle {\frac {\text{action}}{h}}=-{\frac {\text{entropy}}{k}}.}
W konsekwencji swojego wielkiego wpływu, teoria przywołuje zasadę nieoznaczoności do odległości wokół ekstremów działania, odległości odpowiadających redukcji entropii.

## Nagrody i odznaczenia
- 1929 – Nagroda Nobla z fizyki
- 1929 – Medal Henri Poincarego
- 1932 – Nagroda Alberta I Grimaldi
- 1938 – Medal Maxa Plancka

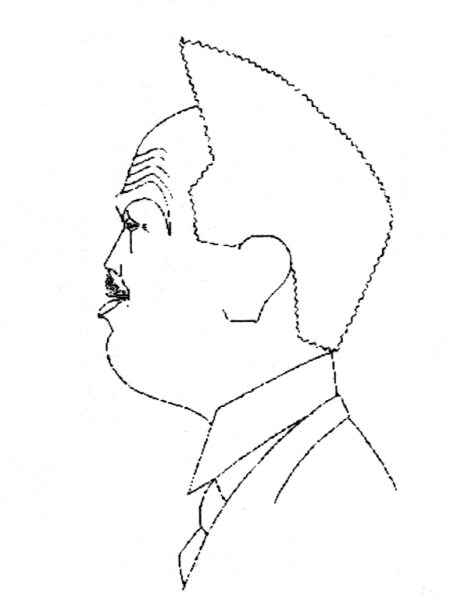
Louis de Broglie według Gheorghe’a Manu

- 1938 – Członek Królewskiej Szwedzkiej Akademii Nauk
- 1944 – Członek Akademii Francuskiej
- 1952 – Nagroda Kalinga
- 1953 – Członek Royal Society[5]

## Publikacje
- Recherches sur la théorie des quanta (Badania nad teorią kwantową), Thesis, Paris, 1924, Ann. de Physique (10) 3, 22 (1925)
- Ondes et mouvements (Fale i Ruch). Paris: Gauthier-Villars, 1926.
- Rapport au 5e Conseil de Physique Solvay. Brussels, 1927.
- La mécanique ondulatoire (Mechanika Falowa). Paris: Gauthier-Villars, 1928.
- Matière et lumière (Materia i Światło). Paris: Albin Michel, 1937.
- Une tentative d’interprétation causale et non linéaire de la mécanique ondulatoire: la théorie de la double solution. Paris: Gauthier-Villars, 1956.
  - Tłumaczenie angielskie: Non-linear Wave Mechanics: A Causal Interpretation. (Nieliniowa mechanika kwantowa: interpretacja przyczynowa) Amsterdam: Elsevier, 1960.
- Sur les sentiers de la science (Na ścieżkach nauki).
- Introduction à la nouvelle théorie des particules de M. Jean-Pierre Vigier et de ses collaborateurs. Paris: Gauthier-Villars, 1961. Paris: Albin Michel, 1960.
  - Angielskie tłumaczenie: Introduction to the Vigier Theory of elementary particles. (Wstęp do teorii Vigiera o cząstkach elementarnych) Amsterdam: Elsevier, 1963.
- Étude critique des bases de l’interprétation actuelle de la mécanique ondulatoire. Paris: Gauthier-Villars, 1963.
  - Angielskie tłumaczenie: The Current Interpretation of Wave Mechanics: A Critical Study. (Obecna interpretacja mechaniki falowej: krytyczne studium) Amsterdam, Elsevier, 1964.
- Certitudes et incertitudes de la science (Pewności i niepewności w nauce). Paris: Albin Michel, 1966.